# Copiapoa serpentisulcata
Copiapoa serpentisulcata ist eine Pflanzenart aus der Gattung Copiapoa in der Familie der Kakteengewächse (Cactaceae). Das Artepitheton serpentisulcata stammt aus dem Lateinischen und bedeutet ‚schlängelnd gefurcht‘ und steht für die welligen Furchen zwischen den Rippen der Art.

## Beschreibung
Copiapoa serpentisulcata bildet in der Regel Polster mit einer Höhe bis zu 60 Zentimeter und einem Durchmesser von bis zu einem Meter. Die abgeflachten kugeligen Triebe sind hellbraun bis bräunlich gefärbt. Sie haben einen gelblichen Scheitel, sind dicht bedornt und werden sieben bis zehn Zentimeter im Durchmesser groß. Die 18 bis 33 Rippen sind breiter als hoch und sind deutlich in Höcker aufgelöst. Die kreisrunden Areolen sind gelb, später vergrauend. Die hellbraunen gleichfalls im Alter vergrauenden Dornen sind gerade. Es werden ein bis vier pfriemliche Mitteldornen mit einer Länge zwischen 1 und 2 Zentimeter und sechs bis acht dicke, abstehende Randdornen mit einer Länge bis zwischen 1 und 1,5 Zentimeter unterschieden.
Die gelben Blüten sind 2,5 bis 3 Zentimeter lang und duften. Die Früchte sind mit Schuppen bedeckt.

## Verbreitung, Systematik und Gefährdung
Copiapoa serpentisulcata ist in Chile in der Region Antofagasta nördlich von Chañaral verbreitet.
Die Erstbeschreibung erfolgte 1960  durch Friedrich Ritter.
In der Roten Liste gefährdeter Arten der IUCN wird die Art als „Endangered (EN)“, d. h. als stark gefährdet geführt.

## Nachweise